# Tour de Belgique 1961
La 45e édition du Tour de Belgique en 1961 s'est disputé entre le 8 et le 11 mai sur un parcours de 826,5 km divisé en quatre étapes. Il y avait 76 coureurs au départ et 55 à l'arrivée.

## Les étapes
| Détail    | Date   | Villes étapes       | km                   | Vainqueur d'étape | Leader du classement général |
| 1re étape | 8 mai  | Bruxelles - Ostende | 233                  | Armand Desmet     | Armand Desmet                |
| 2e étape  | 9 mai  | Ostende - Zwevegem  | 212                  | Louis Proost      |                              |
| 3e étape  | 10 mai | Zwevegem - Huy      | 232                  | Piet van Est      |                              |
| 4e étape  | 11 mai | Hannut              | 23 (CLM par équipes) | Faema             |                              |
| 4e étape  | 11 mai | Hannut - Bruxelles  | 185                  | Rik Van Looy      | Rik Van Looy                 |

## Classement
- 1° Rik Van Looy ( Belgique) 23 h 29 min 53 s
- 2° Armand Desmet ( Belgique) à 2 min 38 s
- 3° Willy Schroeders ( Belgique) à 3 min 22 s
- 4° Eddy Pauwels ( Belgique) à 4 min 40 s
- 5° Jean-Baptiste Claes ( Belgique) à 5 min 05 s
- 6° Wim van Est ( Pays-Bas) à 6 min 04 s
- 7° Raymond Impanis ( Belgique) à 7 min 08 s
- 8° Guillaume Van Tongerloo ( Belgique) m.t.
- 9° Edgard Sorgeloos ( Belgique) à 11 min 47 s
- 10° André Vlayen ( Belgique) à 12 min 48 s
- 11° Joseph Planckaert ( Belgique) à 17 min 28 s
- 12° Louis Proost ( Belgique) à 31 min 28 s
- 13° Alfons Hermans ( Belgique) à 31 min 50 s
- 14° Jean Laroye ( Belgique) à 32 min 05 s
- 15° Noël Foré ( Belgique) à 32 min 56 s
- 16° Clément Roman ( Belgique) à 34 min 07 s
- 17° Oswald Declercq ( Belgique) à 35 min 29 s
- 18° Lode Troonbeeckx ( Belgique) à 36 min 03 s
- 19° Jozef Verachtert ( Belgique) m.t.
- 20° August Peeters ( Belgique) à 37 min 13 s
- 21° Piet van Est ( Pays-Bas) à 37 min 34 s
- 22° Marcel Ongenae ( Belgique) à 38 min 08 s
- 23° Roger Coppens ( Belgique) à 41 min 17 s
- 24° Wout Wagtmans ( Pays-Bas) à 41 min 46 s
- 25° Emiel Van De Boer ( Belgique) à 44 min 20 s
- 26° Jan Hugens ( Pays-Bas) à 44 min 22 s
- 27° Willy Butzen ( Belgique) à 46 min 26 s
- 28° Henri Van Buggenhout ( Belgique) m.t.
- 29° Joseph Marien ( Belgique) à 46 min 39 s
- 30° Marcel Blavier ( Belgique) à 47 min 11 s
- 31° Léo Knoops ( Pays-Bas) m.t.
- 32° Ronald Murray ( Australie) à 47 min 55 s
- 33° Jaak De Boever ( Belgique) à 52 min 47 s
- 34° Gilbert Desmet ( Belgique) à 53 min 11 s
- 35° Jan Westdorp ( Pays-Bas) à 53 min 21 s
- 36° Joseph Sels ( Belgique) à 54 min 06 s
- 37° Léon Gevaert ( Belgique) à 54 min 17 s
- 38° Maurice Joosen ( Belgique) à 55 min 52 s
- 39° Louis Van Huyck ( Belgique) à 56 min 08 s
- 40° Robert Lelangue ( Belgique) à 58 min 03 s
- 41° Constant Goossens ( Belgique) à 58 min 16 s
- 42° Fernand Tuyttens ( Belgique) à 58 min 33 s
- 43° André Van Houtven ( Belgique) à 58 min 46 s
- 44° Hein van Breenen ( Pays-Bas) à 1 h 00 min 06 s
- 45° René Beullens ( Belgique) à 1 h 19 min 56 s
- 46° Hennie Marinus ( Pays-Bas) à 1 h 46 min 54 s

## Classement aux points
- 1° Rik Van Looy ( Belgique) 23 h 29 min 53 s

## Classement par équipes
- 1° Faema 70 h 35 min 39 s

## Classement d'étape

### 1eétape
- 1° Armand Desmet ( Belgique) 6 h 42 min 45 s
- 2° Rik Van Looy ( Belgique) à 14 s
- 3° Noël Foré ( Belgique) m.t.
- 4° Alfons Hermans ( Belgique) m.t.
- 5° Willy Schroeders ( Belgique) m.t.
- 6° Eddy Pauwels ( Belgique) m.t.
- 7° Wim van Est ( Pays-Bas) m.t.
- 8° Jean-Baptiste Claes ( Belgique) m.t.
- 9° Clément Roman ( Belgique) m.t.
- 10° Louis Proost ( Belgique) à 2 min 20 s

### 2eétape
- 1° Louis Proost ( Belgique) 5 h 21 min 51 s
- 2° Rik Van Looy ( Belgique) à 25 s
- 3° Marcel Ongenae ( Belgique) m.t.
- 4° René Vanderveken ( Belgique) m.t.
- 5° Jan Hugens ( Pays-Bas) à 37 s
- 6° Joseph Marien ( Belgique) à 39 s
- 7° Alfons Hermans ( Belgique) m.t.
- 8° Jean-Baptiste Claes ( Belgique) à 52 s
- 9° Clément Roman ( Belgique) à 59 s
- 10° Lode Troonbeeckx ( Belgique) à 1 min 06 s

### 3eétape
- 1° Piet van Est ( Pays-Bas) 6 h 18 min 53 s
- 2° Rik Van Looy ( Belgique) à 42 s
- 3° Noël Foré ( Belgique) m.t.
- 4° Joseph Verachtert ( Belgique) m.t.
- 5° Louis Proost ( Belgique) m.t.
- 6° Jean-Baptiste Claes ( Belgique) m.t.
- 7° Raymond Impanis ( Belgique) m.t.
- 8° Alfons Hermans ( Belgique) m.t.
- 9° René Vanderveken ( Belgique) m.t.
- 10° Oswald Declercq ( Belgique) m.t.

### 4eétape

#### 1redemi-étape
- 1° Faema 33 min 36 s
- 2° Mann à 1 min 18 s
- 3° Groene Leeuw à 1 min 57 s
- 4° Pays-Bas à 2 min 42 s
- 5° Wiel's Flandria à 3 min 15 s
- 6° Vedette à 3 min 41 s
- 7° Van Steenbergen-Solo à 4 min 35 s
- 8° Libertas à 6 min 50 s

#### 2edemi-étape
- 1° Rik Van Looy ( Belgique) 4 h 29 min 42 s
- 2° Joseph Planckaert ( Belgique) à 12 s
- 3° Edgard Sorgeloos ( Belgique) à 1 min 26 s
- 4° Jean-Baptiste Claes ( Belgique) m.t.
- 5° Eddy Pauwels ( Belgique) m.t.
- 6° André Vlayen ( Belgique) m.t.
- 7° Raymond Impanis ( Belgique) m.t.
- 8° Piet van Est ( Pays-Bas) m.t.
- 9° Wim van Est ( Pays-Bas) m.t.
- 10° Willy Schroeders ( Belgique) m.t.